# 巨差翅目
巨差翅目（學名：Meganisoptera），又名魁翅目，在過去稱為原蜻蜓目（Protodonata），是一目已滅絕的古生代大型昆蟲，外觀有點接近現今的蜻蜓。雖然大多數巨差翅目物種的體型只比現代蜻蜓略大，但本目亦包括已知最大的昆蟲，例如晚石炭紀的巨脈蜻蜓（Meganeura）、Megatypus及早二疊紀的擬巨脈蜓（Meganeuropsis），其中二疊擬巨脈蜓（Meganeuropsis permiana）的翼展估計可達71公分，是已知史上最大的昆蟲。
除了後翅的臀區較大外，巨差翅目的前後翅之翅脈相似，屬於原始昆蟲的特徵。前翅通常比後翅細且長。與真正的蜻蜓不同，牠們沒有翅痣，且翅脈也比蜻蜓簡單一些。
大部份標本都只有翅膀碎片，只有少量是完整的翅膀，有身體輪廓的則更少。這些輪廓顯示巨差翅目有球狀的頭，頭上有齒狀的大顎，粗壯且帶刺的腳，大的胸腔及有如蜻蜓般細長的腹部。牠們可能是掠食者，就像真正的蜻蜓一樣。也有發現一些巨差翅目的稚蟲化石，其口器與現代蜻蜓的稚蟲相似，這表明牠們也是活躍的水生捕食者。
雖然有時巨差翅目被包括在蜻蜓目中，但牠們卻缺少一些真正蜻蜓的特徵，例如翅痣等，故此一般稱巨差翅目為「巨大蜻蜓」會令人誤解。

## 分類
- Aulertupidae Zessin & Brauckmann 2010
- Kohlwaldiidae Guthörl 1962
- 巨脈科 Meganeuridae Handlirsch 1906
- Namurotypidae Bechly 1996
- Paralogidae Handlirsch 1906

本目還包含以下地位未定的屬：
- Alanympha Kukalova-Peck 2009
- Asapheneura Pruvost 1919
- Dragonympha Kukalova-Peck 2009
- Palaeotherates Handlirsch 1906
- Paralogopsis Handlirsch 1911
- Schlechtendaliola Handlirsch, 1919
- Typoides Zalessky 1948

## 外部連結
- Phylogenetic Systematics of Odonata[永久]